# 富沢町 (名古屋市)
富沢町（とみざわちょう）は、愛知県名古屋市中区の地名。

## 歴史

### 町名の由来
清洲越しの町であり、当初は伝馬役七間町と称していたが、松本町となった。しかし、宝永5年に至って、尾張藩主徳川綱誠の娘松姫の字を避けて改称したとされる。

### 沿革
- 1878年（明治11年）12月20日 - 名古屋区成立に伴い、同区富沢町となる[4]。
- 1889年（明治22年）10月1日 - 名古屋市成立に伴い、同市富沢町となる[4]。
- 1908年（明治41年）4月1日 - 東区成立に伴い、同区富沢町となる[1]。
- 1913年（大正2年）3月11日 - 大松旅館客室より出火し、名古屋新聞社屋が全焼する[5]。全焼5戸、半焼13戸の被害[5]。名古屋新聞社は翌日より南呉服町に仮営業所を設置し、新聞発行を行う[5]。
- 1944年（昭和19年）2月11日 - 栄区成立に伴い、同区富沢町となる[1]。
- 1945年（昭和20年）11月3日 - 栄区廃止に伴い中区に合併、同区富沢町となる[1]。
- 1966年（昭和41年）3月30日 - 住居表示実施に伴い、1丁目〜4丁目が錦三丁目、4丁目が栄三丁目に編入され消滅[1]。